# Lokas
Lokas je chilsko-mexický hraný film z roku 2008, který režíroval Gonzalo Justiniano podle vlastního scénáře. Film popisuje osudy muže, který se musí vyrovnávat s faktem, že jeho otec je gay. Snímek měl světovou premiéru na Mezinárodním filmovém festivalu v Miami dne 3. března 2008.

## Děj
Devítiletý Pedro žije po smrti své matky s otcem Charlym a babičkou v Mexiku. Charly se zaplete do podvodu s ojetými automobily a skončí ve vězení. Po propuštění se rozhodne vrátit se i se synem do Chile ke svému otci, kterého ale už 30 let neviděl. Pedro se na letišti seznámí s ženou jménem Liliana, která také cestuje do Viña del Mar. Charly po příletu zjistí, že jeho otec Mario, který se zde etabloval jako úspěšný režisér, žije s partnerem Flaviem. Charly jako macho a homofob nemůže tuto skutečnost strávit. Protože má záznam v rejstříku trestů, nedaří se mu najít si nikde práci. Flavio mu proto sežene místo v gay baru, ovšem musí předstírat, že je gay. Manažerkou baru je nicméně krásná Liliana.

## Obsazení
| Rodrigo Bastidas   | Charly  |
| Coco Legrand       | Mario   |
| Raimundo Bastidas  | Pedro   |
| Fabiola Campomanes | Liliana |
| Rodrigo Murray     | Flavio  |
| Juan Pablo Sáez    | Julián  |
| Gabriel Prieto     | Mireya  |
| Claudio Valenzuela | Gonzalo |